# Eunotiales
Ordre
Les Eunotiales sont un ordre d'algues brunes de la classe des Bacillariophyceae.

## Liste des familles
Selon ITIS (26 novembre 2021) et AlgaeBase (13 jan. 2022):
- famille des Eunotiaceae Kützing
- famille des Peroniaceae (Karsten) Topachevs'kyj & Oksiyuk

Selon NCBI (26 novembre 2021) :
- famille des Eunotiaceae

Selon World Register of Marine Species (26 novembre 2021) :
- famille des Eunotiaceae Kützing, 1844
- famille des Peroniaceae